# Al-Nufour
Al-Nufour (tiếng Ả Rập: Tiếng Ả Rập) là một ngôi làng Syria thuộc huyện Qatana của tỉnh Rif Dimashq. Theo Cục Thống kê Trung ương Syria (CBS), Al-Nufour có dân số 1.203 trong cuộc điều tra dân số năm 2004.